# 本尼迪克特·约瑟夫·芬威克
本尼迪克特·约瑟夫·芬威克SJ（1782年9月3日—1846年8月11日）是美国天主教神父兼耶稣会士，1817和1825年两度当上乔治城学院校长但任期都很短。他在麻薩諸塞州创办聖十字學院，还在纽约、波士顿设立许多教育机构，1825年当上波士顿主教直至1846年谢世。
芬威克生于马里兰州，加入耶稣会后从1809年起任纽约圣伯多禄堂副牧师。接下来他先后出任老圣巴德利爵主教座堂牧师、纽约副主教、宗座署理。1817年芬威克当上第十任乔治城学院校长，但几个月就离职受命解决南卡罗来纳州查尔斯顿圣母教堂长期存在的教派分裂问题。他留在查尔斯顿担任巴尔的摩总教区副主教，直到1822年返回乔治城大学，几年后代理校长职务。
芬威克1825年当上波士顿主教，同期大量爱尔兰移民令波士顿天主教徒激增，但教众面临强烈的排外和反天主教情绪威胁，在1834年乌苏林修道院焚毁之际达到高潮。芬威克受到生命威胁，爱尔兰裔组建蒙哥马利卫队。为解决教区冲突，芬威克最后对波士顿涉事教堂下达教务禁令。他在波士顿总教区创办教堂、学府、慈善机构、报纸，如《领航报》、圣十字学院，新英格蘭全境因此受益。

## 早年经历
1782年9月3日，本尼迪克特·约瑟夫·芬威克生于马里兰州倫納德頓比弗丹庄园，父母乔治·芬威克二世是测量员并经营种植园，母亲玛格丽特本姓梅德利，婚后随夫姓。父辈祖上源自东北英格兰諾森伯蘭郡，乔治的太爷卡斯伯特1633年随“方舟号”与“鸽号”来到新大陆，是英属马里兰省首批天主教移民。本尼迪克特的哥哥以诺·芬威克也是知名耶稣会士且当过乔治城学院校长，侄儿爱德华·芬威克加入道明會并当上辛辛那提主教。
一家人从伦纳德顿迁至哥伦比亚特区乔治城，芬威克1793年进入乔治城学院。他想从事神职，1801年开始攻读神学，凭良好成绩取得最高学术荣誉。他学完哲学后当上教授，留校任教至1805年。
1805年芬威克进入巴爾的摩圣母神学院，但只深造一年。此时遭教皇镇压的耶稣会即将在美国恢复，1806年10月10日恢复时芬威克和哥哥便属首批共六名见习会士。1808年3月12日，巴尔的摩总教区助理主教莱纳德·尼尔在乔治城学院把芬威克晋铎神父。

## 纽约传道
1808年11月，芬威克与安东尼·科尔曼受命前往纽约传道，负责市内仅有的天主教堂圣伯多禄堂。他协助创办该市第二所耶稣会院校：纽约文学研究所，属乔治城学院分支，由四名耶稣会学者任教，芬威克当校长。1808年新校在茂比利街宅邸开学，街对面后来建起老圣巴德利爵主教座堂。1809年9月学校迁至百老匯，1810年3月又搬到纽约边界以北的“遥远乡间”，位置便是日后曼哈頓中城的圣巴德利爵主教座堂。

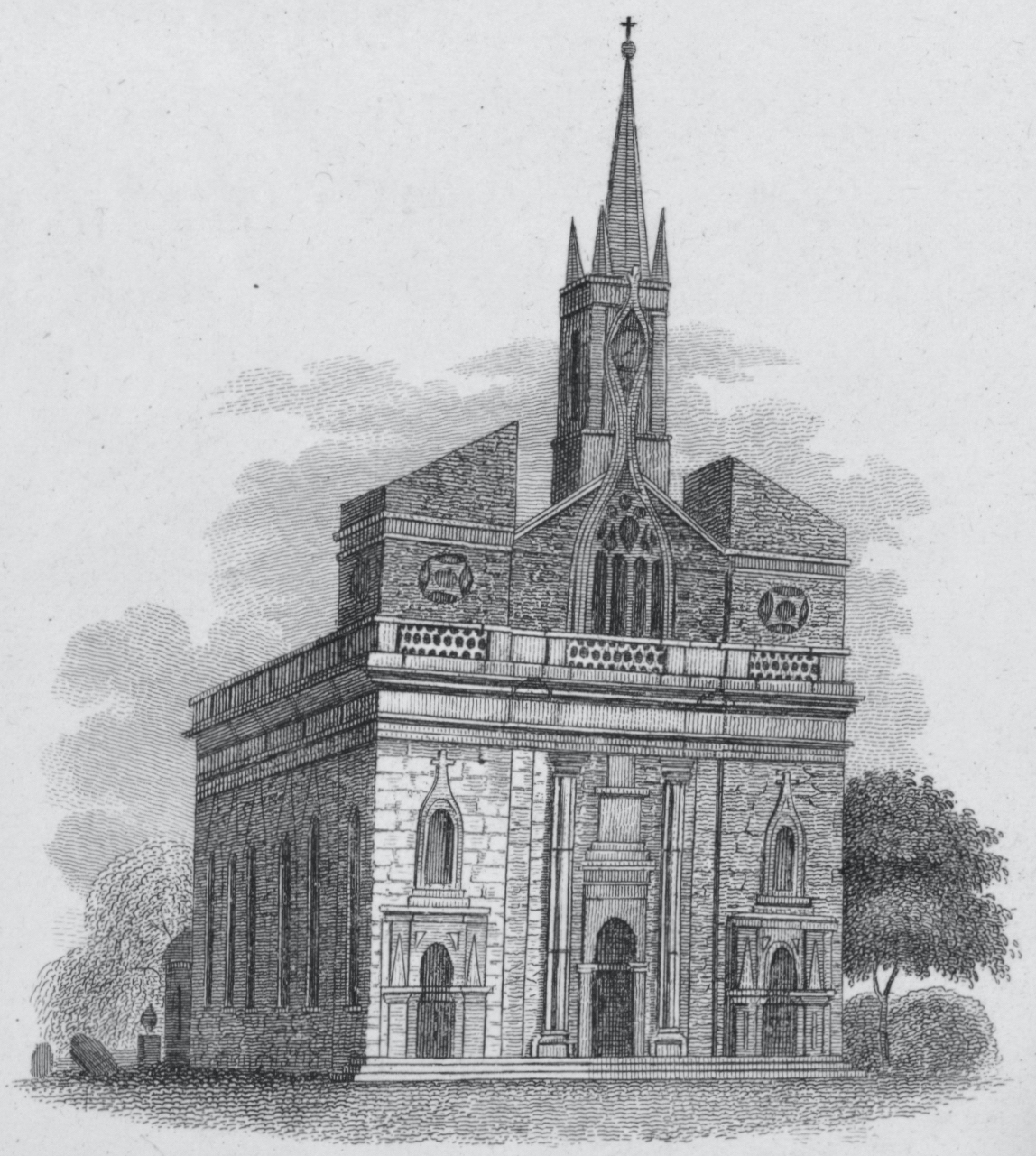
芬威克时期的老圣巴德利爵主教座堂

学校发展很快，吸引许多天主教或新教望族子弟前来，课程注重拉丁语、古希臘語、法语学习。但是，美国耶稣会总会长乔瓦尼·安东尼奥·格拉西认为国内耶稣会士有限，不足以同时维持乔治城学院和纽约文学研究所。科尔曼主张关闭乔治城学院，但格拉西与大部分来自马里兰州的耶稣会士决定1813年关闭纽约学府，1814年4月学校正式解散，职责移交严规熙笃隐修会。
托马斯·潘恩临终前把芬威克和科尔曼请到位于格林尼治村的家里，想在多名医生救治无果后再试试神职人员。两人劝病人放弃谴责基督教的终生主张，被愤怒的潘恩赶出家门。
芬威克1809至1815年与科尔曼一起担任老圣巴德利爵主教座堂牧师，1815年科尔曼召回马里兰省，芬威克继任圣伯多禄堂牧师和纽约总教区宗座署理，任职期间促使成百上千信徒改宗天主教。1816年芬威克出席老圣巴德利爵主教座堂正式落成典礼，他还参与圣巴德利爵主教座堂设计，教堂在他离开纽约后建成。多米尼加神父查尔斯·弗伦奇继任圣伯多禄堂牧师，约翰·鲍尔1825年起接任老圣巴德利爵主教座堂牧师。芬威克1816年取代科尔曼当上纽约总教区副主教协助约翰·康诺利主教，持续任职到1817年4月。

## 乔治城学院、南卡罗来纳州
芬威克1817年6月28日取代格拉西当上第十任乔治城学院校长，同时接替弗朗西斯·尼尔的哥伦比亚特区圣三一天主教堂牧师职位。乔治城学院在他的短暂任期内颁授首批学位。巴尔的摩大主教安布罗斯·马雷查尔同年派芬威克前往南卡罗来纳州查尔斯顿，解决当地天主教会旷日持久的教派分裂问题，乔治城学院校长职务由科尔曼接手，西奥多·德修斯继任圣三一教堂牧师。
芬威克1818年秋抵达查尔斯顿，职务是巴尔的摩总教区驻查尔斯顿副主教。他的任务是解决教派争端，但爱尔兰裔为主的圣母天主教堂由世俗董事会主导，不接受法裔神父担任牧师，尼尔大主教把他们中意的牧师调往其他教区，教堂也拒绝从命。局势长期不得缓解，如果教会仪式采用法语，英语教众就拒绝出席，用英语就轮到法语教众不配合。芬威克为解决争端亲自布道，交替采用法语和英语。担任副主教期间他在南、北卡罗来纳州各地传道，查尔斯顿教区成立后还在该市停留一年，并于1820年任命约翰·英格兰当首任牧师。
1822年5月，芬威克回到华盛顿哥伦比亚特区任乔治城学院神职人员和美国耶稣会庶务员。校长以诺是芬威克的哥哥，前往查爾斯縣后拒绝返回乔治城学院，耶稣会省级会长弗朗西斯·齐泽罗辛斯基1825年9月15日任命本尼迪克特代理校长职务兼副教区长。芬威克第二次担任校长的时间也只有几个月，然后由斯蒂芬·拉里格多勒·杜比森取代。此后芬威克还短暂担任查尔斯县托巴戈村卡梅尔山修道院精神导师。

## 波士顿主教

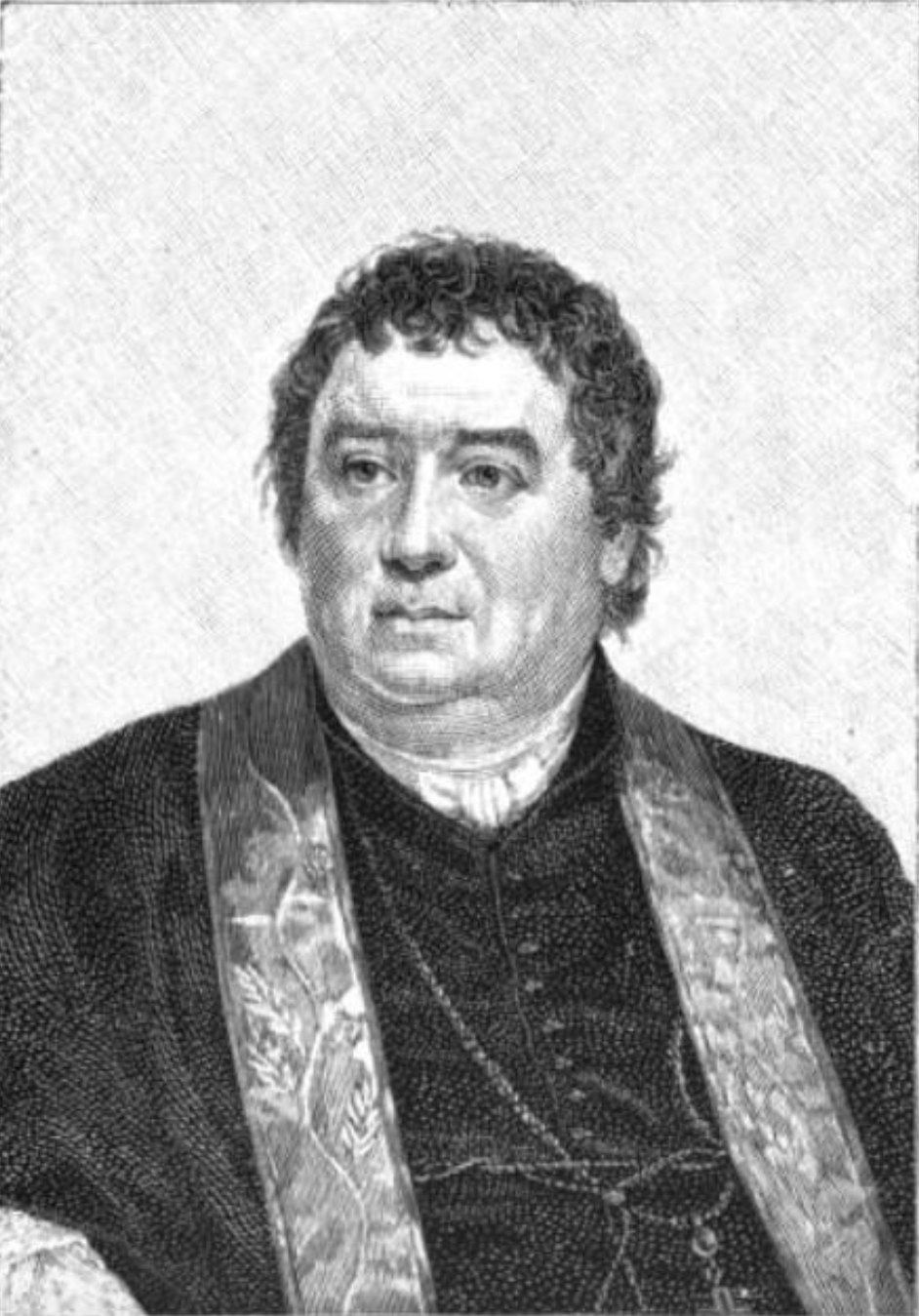
芬威克主教

1825年5月10日良十二世教皇任命芬威克接替首任波士顿主教让－路易斯·莱费弗尔·德切弗勒斯。传达任命的教宗诏书1825年7月送到，他开始为期八天的精神静修。完成静修后，芬威克于11月1日在圣母升天大教堂晋牧主教。马雷查尔大主教祝圣，主教约翰·英格兰和亨利·康威尔协助。芬威尔12月3日抵达波士顿，21日在圣十字大教堂正式执掌波士顿总教区。
总教区管辖新英格蘭所有天主教区，但芬威克主教手下只有两名神父，除圣母升天大教堂外还有三座天主教堂：波士顿圣奥古斯丁礼拜堂、缅因州林肯县圣巴德利爵天主教堂、新罕布什尔州克莱蒙特不名小教堂。新英格兰约有万名天主教徒，爱尔兰大量移民涌入令总教区教众1833年激增到至少三万。芬威克踏遍教区各地，管理总教区并主持坚振圣事，一度造访大部分信仰天主教的缅因州佩诺布斯科特人和帕萨马科迪人原住民部落，新教福音派当时极力推动印第安人改宗。1828年，芬威克下令在缅因州奥尔德敦为原住民建设圣安妮教堂，还设法改善原住民学校。
芬威克1829年出席首届天主教巴尔的摩省议会。为解决波士顿总教父神父不足的问题，他派有望加入神學院的学生到马里兰省和加拿大深造，从其他总教区借调神父，还在主教官邸开办临时神学院培训学生。1833年，波士顿总教区神父人数增至24，新英格兰各地大量创办新教区。执掌波士顿总教区后，芬威克仍像在南卡罗来纳州一样强烈反对世俗董事会主理教会事务。波士顿总教区教众急剧增多，部分地区在1843年划出新组哈特福德总教区。约翰·伯纳德·菲茨帕特里克同年在芬威克手下任助理主教，后继任波士顿主教。
芬威克的主教任期结束时，波士顿总教区（不计哈特福德总教区部分）已有七万天主教徒，44所教堂，37名神父。1845年12月，芬威克的身体状况因心脏病恶化，坚持八个月后于1846年8月11日在波士顿圣十字大教堂谢世。葬礼过后遗体从大教堂带到火车站，运到聖十字學院墓地安葬。1959年马萨诸塞州艾塞克斯县皮博迪开办的芬威克主教高中便以他命名，还有1912年开办至1981年的波士頓公立學校本尼迪克特·芬威克学校。

### 教育机构
芬威克的主要任务包括在波士顿创办天主教教育机构。他在圣十字大教堂创办主日學，亲自向学生和家长授课，随后又创办男女混合全日制學校。大教堂后来扩建，地下室修的两间教室便为全日制学校保留。1832年，芬威克邀请马里兰州弗雷德里克县埃米茨堡仁爱修会来波士顿教导移民后代。三名修女5月2日赶到，创办麻薩諸塞州第一个天主教慈善机构，包括孤兒院、贫女校、主日学。1843年机构合并成圣文森特孤儿院，持续运作至1949年。

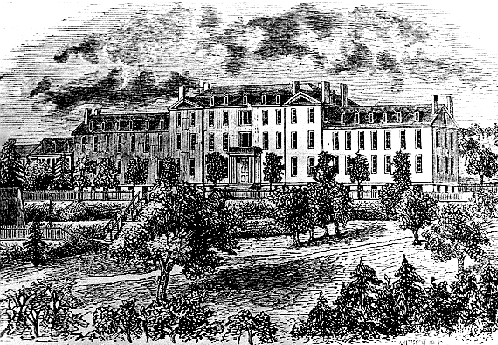
建成后不久的聖十字學院芬威克大楼

1830年，创办天主教高校与神学院已是芬威克头号要务。1831年4月他买下波士顿大教堂附近土地，但开办高校的计划搁浅。他希望耶稣会主导学校运作，但会士谢绝邀请，高校计划搁置。
恢復運動在美国如火如荼之际，芬威克于1835年在缅因州阿魯斯圖克縣买下4500公顷土地。此地后得名本尼迪克塔，木材业、面粉业、农业开始发展。他想在野外办高校，构建乌托邦天主教社区，方便波士顿生活环境肮脏的爱尔兰裔天主教徒迁居，但他们显然对搬到缅因州不感兴趣。
芬威克最后决定在马萨诸塞州伍斯特办高校，1842年买下当地神父詹姆斯·菲顿拥有的24公顷土地，以波士顿大教堂为新校起名圣十字学院。地块后来扩大，总面积达到39公顷，芬威克1843年把学校委托乔治城学院派来的耶稣会士管理。学院首幢大楼同年开建，后起名芬威克大楼。

### 天主教传媒
芬威克在波士顿总教区创办天主教报刊，首先是1829年在康涅狄格州哈特福创办并持续五年的《天主教新闻报》。1830年创刊的《劝诫报》主要面向青少年读者，但只维持两年。1829年在波士顿创办的《耶稣会报》又称《天主教哨兵报》最为持久，后改名《领航报》，是美国现存最古老的天主教报纸。
芬威克协助编辑纽约副主教约翰·鲍威尔制作的天主教平信徒目录，撰写《服务波士顿总教区未来教会史之回忆录》记载教区创立至1829年的历史，但未能看到后者出版。在他的指示下，波士顿总教区再版大量天主教历史书籍。

### 新英格兰反天主教情绪

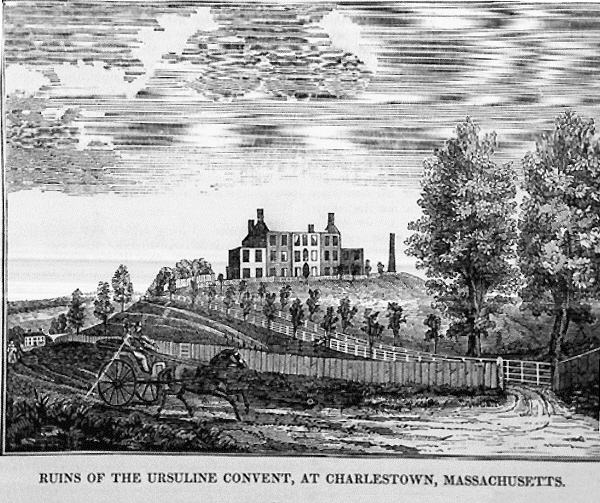
查尔斯顿乌苏林修道院1834年毁于骚乱

波士顿大教堂旁边的乌苏林女修道院同时还是贫女免费学校，修道院设施不足，芬威克1826年7月17日在查尔斯顿为修女添置地产，位于今马萨诸塞州东萨默维尔。修女建起新修道院和学校，1828年完成搬迁，为感谢主教善举为修道院起名本尼迪克特山修道院暨学院。修女立有圈占地誓言，不能积极管理新址动工和1829年的扩张，建设基本由芬威克督导。地点变化自然导致人员改变，学校开始收学费，部分学生仍可免费入学，但受众主体已经变成查尔斯顿精英新教家族之女。
排外主義和反天主教情绪此时在大波士顿如火如荼，天主教修道院藏污纳垢的江湖流言盛传，强囚弱女、杀害婴儿、地下淫窟之说大行其道。上流阶层新教徒愿意把女儿送进天主教学院，但下层人士、特别是公理会众普遍不信任这类学府。紧张局势引发乌苏林修道院骚乱。1834年8月10日，修道院附近张贴最後通牒海报，宣示除非接受查尔斯顿遴选委员会调查，否则“波士顿卡车司机”就会“拆毁”修道院。当局次日扔人前去检查，约两千戴面具或脸上涂油彩的暴徒在他们离开后包围修道院，用砖头砸窗户，入室盗取贵重物品并四处放火，修女四散而逃。消防队态度与暴民半斤八两，赶到现场却不灭火。修道院旁的墓地也遭劫掠。陪审团在随后的法庭审判只裁定一人罪名成立，马萨诸塞州议会拒绝补偿修道院损失。
暴行对波士顿反天主教情绪推波助澜，乌苏林修女被迫逃到加拿大。紧张局势日益加剧，甚至有人担心宗教战争爆发在即。查尔斯顿遴选委员会下达禁令，天主教徒居然不得葬入芬威克在邦克山设立的天主教墓地。1835年发生芬威克主教模拟像集体枪击案，反复有人威胁取他性命。1837年宽街骚乱发生大范围暴力和破坏罪行，爱尔兰裔天主教徒拿起武器组建蒙哥马利卫队。1838年佛蒙特州伯灵顿又有天主教堂焚毁。

### 圣母教堂争端

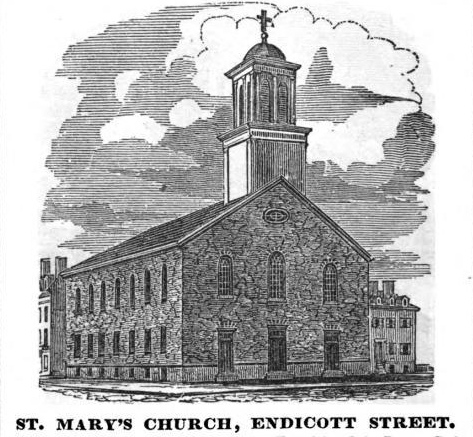
芬威克在发生激烈冲突后下令波士顿圣母教堂禁止教务

芬威克执掌波士顿总教区期间遇到许多争端，有些是教众争夺所在教堂控制权，有些是教众与主教的争端。部分争端走向暴力，涉及离开所在教会另起门户。
1840年，帕特里克·奥贝恩与托马斯·奥弗莱赫蒂受命共同担任波士顿北区圣母教堂牧师。教区很快走向两极分化，支持奥弗莱赫蒂的教众主张教会应由世俗董事会主导，奥贝恩及其支持者认为当由主教制管理。奥弗莱赫蒂支持禁酒运动、反对联合爱尔兰与大不列颠的1800年联合法令，进一步深化分歧。1842年派系分裂已经非常严重，芬威克担心发生暴力行径。他为恢复和平亲自前往教会视察，威胁驱逐不服从教会权威者，禁止群众抗议，命令两位牧师当众和解。最后芬威克接受奥贝恩请求，把后者调到罗德岛州普罗维登斯。
事实证明上述措施不足以抚平争端，奥贝恩的支持者1842年2月20日在奥弗莱赫蒂主持黄昏赞仪式时暴动，肇事者被捕并起诉，芬威克下令教区禁止教务两周。接下来他把奥弗莱赫蒂调到马萨诸塞州塞勒姆，把奥贝恩调离普罗维登斯。圣母教堂争端至此结束，支持奥弗莱赫蒂的教众要求把他调回，还定期搭火车前去探视。

## 脚注
1. 1 2 3 4  Lord 1936，第173頁.
2. 1 2 3  O'Connor 1998，第42頁.
3. ↑  Clarke 1872，第374頁.
4. ↑  Clarke 1872，第375頁.
5. ↑  O'Daniel 1920，第32頁.
6. ↑  Clarke 1872，第376頁.
7. 1 2 3 4  Clarke 1872，第377頁.
8. 1 2 3  Lord 1936，第174頁.
9. 1 2 3 4  Andreassi 2014，第18頁.
10. 1 2 3  McGucken 2008，第72頁.
11. 1 2  Clarke 1872，第378頁.
12. 1 2  McGucken 2008，第73頁.
13. ↑  Clarke 1872，第379頁.
14. ↑  Clarke 1872，第383–384頁.
15. 1 2  The Catholic Church in the United States of America 1914，第304頁.
16. 1 2 3  The Catholic Church in the United States of America 1914，第366頁.
17. ↑  Clarke 1872，第385頁.
18. 1 2 3  Clarke 1872，第387頁.
19. ↑  The Catholic Church in the United States of America 1914，第303頁.
20. ↑  Shea 1891，第49頁.
21. 1 2  Shea 1891，第51頁.
22. 1 2  Gillespie 2015，第2頁.
23. ↑  Shea 1891，第53頁.
24. ↑  Shea 1891，第54頁.
25. 1 2  Clarke 1872，第388頁.
26. ↑  Furey 1887，第185頁.
27. 1 2  Clarke 1872，第389頁.
28. ↑  Shea 1891，第62頁.
29. ↑  Curran 1993，第98頁.
30. ↑  Curran 1993，第404頁.
31. 1 2 3  Clarke 1872，第390頁.
32. ↑  Meehan 1907.
33. ↑  Clarke 1872，第391頁.
34. ↑  Clarke 1872，第394頁.
35. ↑  Lord 1936，第175頁.
36. 1 2 3  Lord 1936，第179頁.
37. ↑  Clarke 1872，第397–398頁.
38. ↑  Clarke 1872，第398, 403頁.
39. ↑  O'Connor 1998，第47–48頁.
40. ↑  Clarke 1872，第403頁.
41. ↑  Clarke 1872，第404頁.
42. ↑  O'Connor 1998，第45頁.
43. ↑  Lord 1936，第179–180頁.
44. ↑  Patkus 2001，第64頁.
45. 1 2  Lord 1936，第182頁.
46. 1 2  Clarke 1872，第407頁.
47. ↑  Patkus 2001，第71頁.
48. ↑  Lord 1936，第183頁.
49. ↑  Hurst 2021.
50. ↑  O'Connor 1998，第75頁.
51. ↑  Bishop Fenwick High School.
52. ↑  National Register of Historic Places Registration Form: Benedict Fenwick School 2004，section 8, pp. 5, 8.
53. 1 2  Clarke 1872，第395頁.
54. ↑  O'Connor 1998，第48頁.
55. ↑  Lester 2018.
56. ↑  O'Connor 1998，第49頁.
57. 1 2  Kuzniewski 1999，第20頁.
58. ↑  O'Connor 1998，第72–73頁.
59. ↑  O'Connor 1998，第74頁.
60. ↑  Kuzniewski 1999，第29頁.
61. ↑  Holy Cross: 1843–1899.
62. 1 2  Lord 1936，第177頁.
63. 1 2 3  Hamilton 1996，第39頁.
64. 1 2  Clarke 1872，第396頁.
65. 1 2  Lord 1936，第180頁.
66. ↑  Hamilton 1996，第40頁.
67. 1 2  Hamilton 1996，第42頁.
68. ↑  Tager 2001，第109頁.
69. ↑  Tager 2001，第113頁.
70. ↑  Tager 2001，第117頁.
71. ↑  Lord 1936，第180–181頁.
72. 1 2  Lord 1936，第181頁.
73. ↑  Kuzniewski 1999，第18頁.
74. ↑  Patkus 2001，第69頁.
75. ↑  Patkus 2001，第67頁.
76. 1 2  Patkus 2001，第68頁.

## 扩展阅读
- Brownson, Orestes A. . Brownson, Henry F.  (编).  14. Detroit: Thorndike Nourse. 1884: 470–485 [Originally published 1846]  [2021-12-24]. OCLC 633322512. （原始内容存档于2021-12-23） –Google Books.
- Sr. Marie of the Visitation Nicknair, O.P.  (PDF) (Master of Arts论文). Boston College. 1962-06  [2021-12-24]. （原始内容存档 (PDF)于2019-07-07）.